# Oyo (stan)
Oyo – stan w zachodniej części Nigerii.
Oyo sąsiaduje ze stanami Ogun, Osun i Kwara. Jego stolicą jest Ibadan. Zamieszkany jest głównie przez plemię Joruba. Najważniejsze znaczenie gospodarcze w stanie ma rolnictwo. Główne rośliny uprawiane: kukurydza, maniok, proso, bataty, ryż, kakao i olej palmowy.

## Historia
- 1976 – Stan powstał w 1976 roku.
- 1991 – Odłączenie stanu Osun.
- 2006 – Stan osiąga populację 5,6 mln mieszkańców.
- 11–14.11.2009 – W stolicy Ibadan, odbyła się krucjata chrześcijańska prowadzona przez ewangelizatora Reinharda Bonnke, na której w ostatni dzień zgromadziło się ok. 500 tys.ludzi.
- 10–15.11.2010 – W mieście Ogbomosho, odbyła się krucjata chrześcijańska prowadzona przez ewangelizatora Reinharda Bonnke, na której w ostatni dzień zgromadziło się ok. 400 tys. ludzi[2].
- Od 29.05.2011 – Gubernatorem stanu jest Abiola Ajimobi, z ACN.
- 2012 – Stan liczy szacunkowo ok. 6,5 mln mieszkańców[3].

## Podział administracyjny
Stan składa się z 33 lokalnych obszarów administracyjnych:
| - Akinyele - Afijio - Egbeda - Ibadan North - Ibadan North-East - Ibadan North-West - Ibadan South-West - Ibadan South-East - Ibarapa Central - Ibarapa East - Ido | - Irepo - Iseyin - Kajola - Lagelu - Ogbomosho North - Ogbomosho South - Oyo West - Atiba - Atisbo - Saki West - Saki East | - Itesiwaju - Iwajowa - Ibarapa North - Olorunsogo - Oluyole - Ogo Oluwa - Surulere - Orelope - Ori Ire - Oyo East - Ona Ara |